# Batman Begins (jeu vidéo)
Pour le film de 2005 dont est inspiré ce jeu vidéo, voir Batman Begins.
Batman Begins est un jeu vidéo d'action-aventure développé par Eurocom et édité par Electronic Arts en juin 2005 sur GameCube, PlayStation 2 et Xbox. Parallèlement, Vicarious Visions a développé une autre version sur Game Boy Advance.
Il s'agit d'un produit dérivé du film Batman Begins en jeu vidéo.

## Histoire
Devenez Batman, découvrez ses origines et enfilez le costume noir pour combattre le crime à Gotham City. Utilisez la peur contre vos ennemis, ainsi que tous vos gadgets face à L'Épouvantail et les bandits de la ville.

## Système de jeu
Vous contrôlez Bruce Wayne alias Batman à travers différents niveaux tels que la maison de Ra's al Ghul, les rues de Gotham City, l'asile d'Arkham...etc., où vous devez combattre plusieurs ennemis et résoudre quelques énigmes afin d'accomplir votre mission. L'histoire du film est bien évidemment la base de celle du jeu, bien qu'elle fût en très grande partie modifiée dans celui-ci. Des séquences du film sont tout de même présentées pour établir un lien entre les différentes missions du jeu.

Le Tumbler, la Batmobile présente dans le film, est jouable dans 2 niveaux entièrement consacrés à des courses-poursuites.

## Personnages
Tous les acteurs du film ont repris leur rôle pour le jeu, en prêtant leur voix aux personnages, hormis Gary Oldman qui a été remplacé par Gavin Hammon en raison d'un emploi du temps surchargé. Pour la version française du jeu, la grande majorité des comédiens ayant prêtés leur voix pour le doublage du film ont également repris leur rôle. Les dialogues sont grandement modifiés par rapport au film et cette adaptation s'en retrouve de faible qualité.[réf. nécessaire]
| Liste de personnages              | Voix originales   | Voix françaises,  |
| --------------------------------- | ----------------- | ----------------- |
| Bruce Wayne / Batman              | Christian Bale    | Philippe Valmont  |
| Alfred Pennyworth                 | Michael Caine     | Dominique Paturel |
| Henri Ducard                      | Liam Neeson       | Claude Giraud     |
| Rachel Dawes                      | Katie Holmes      | Alexandra Garijo  |
| James Gordon                      | Gavin Hammon      | Vincent Violette  |
| Dr Jonathan Crane / L'Épouvantail | Cillian Murphy    | Mathias Kozlowski |
| Carmine Falcone                   | Tom Wilkinson     | Cyril Monge       |
| Lucius Fox                        | Morgan Freeman    | Benoît Allemane   |
| Ra's al Ghul                      | Ken Watanabe      | Martial Le Minoux |
| inspecteur Arnold John Flass      | Mark Boone Junior | Bruno Magne       |
| Victor Zsasz                      | Tim Booth         | Cyrille Artaux    |

## Accueil

### Critiques
Batman Begins a été plutôt bien accueilli pour un jeu à licence, tenant une moyenne de 7,5/10 sur GameStats, de 66 % sur Metacritic et 67 % sur GameRankings.
Le site français Jeuxvideo.com, a noté le jeu 13/20 (10/20 pour la version Game Boy Advance) et l'a trouvé satisfaisant par rapport au précédent jeu Batman.
Dans l'ensemble, Batman Begins reste un jeu d'action-infiltration très classique qui n'apporte aucune nouveauté au genre, mais qui dispose de graphismes assez beaux, d'un gameplay agréable, et le scénario suit le film. La narration est très complète grâce aux cinématiques diffusées entre chaque niveau.